# Agrotis crinigera
Agrotis crinigera е изчезнал вид насекомо от семейство Нощни пеперуди (Noctuidae).

## Разпространение
Видът е бил ендемичен за хавайските острови Мауи, Хаваи и Оаху.